# Francesco Redi
Francesco Redi (18. února/19. února 1626 Arezzo – 1. března 1697 Pisa) byl italský lékař a přírodovědec.

## Dílo
Redi taktéž v roce 1668 vyvrátil teorii naivní abiogeneze. Tuto teorii stvořil Aristoteles. Teorie tvrdila, že červi se vyvíjejí spontánně z hnijícího masa. V sérii experimentů použil vzorky masa, které byly buď zcela vystaveny vzduchu, částečně vystaveny vzduchu, nebo nebyly vystaven vzduchu vůbec. Redi dokázal, že ve vzorcích úplně a částečně vystavených vzduchu se červi vyvinuli, zatímco v hnijícím mase, které nebylo ve styku se vzduchem, se červi nevyvinuli. Výsledky publikoval v díle  Esperienze Intorno alla Generazione degl'Insetti.

## Zajímavosti
Redi psal básně. Jeho nejznámějším dílem v tomto oboru je Bacco in Toscana.

## Eponyma
- Na jeho počest byl pojmenován kráter na Marsu.[1]
- Larvální stádium parazitické motolice zvané „redia“ pojmenoval po Redim jiný italský zoolog Filippo de Filippi v roce 1837.[2]
- Rediho cena, nejprestižnější ocenění v toxinologii, uděluje na jeho počest Mezinárodní společnost pro toxikologii. Cena se uděluje na každém světovém kongresu MST (obecně se koná každé tři roky) od roku 1967.[3][4]
- Na jeho počest je pojmenován vědecký časopis Redia, italský zoologický časopis, který byl poprvé publikován v roce 1903.[5]
- Je po něm pojmenován evropský poddruh zmije Vipera aspis francisciredi.
- Ve Florencci a v Arezzu jsou po něm pojmenovány ulice.